# Arctosa togona
Arctosa togona là một loài nhện trong họ Lycosidae.
Loài này thuộc chi Arctosa. Arctosa togona được Carl Friedrich Roewer miêu tả năm 1960.